# Zeca Pires
Zeca Pires, de nome completo José Henrique Nunes Pires (Florianópolis, 6 de julho de 1961), é um cineasta brasileiro.

## Biografia
Filho do poeta e educador Aníbal Nunes Pires, Zeca é formado em Administração e Jornalismo, com mestrado em História e doutorado em Engenharia de Produção pela UFSC .
Realizou vários documentários e curtas-metragens de ficção, sempre retratando aspectos da cultura de Santa Catarina, em especial dos habitantes da Ilha de Florianópolis. Agitador cultural no seu Estado, Zeca foi um dos criadores da Cinemateca Catarinense e do Fundo Municipal de Cinema, além do Curso de Cinema e Vídeo da Unisul. De 1996 a 2000 foi diretor do Departamento Artísitco e Cultural da UFSC.
Produziu os curtas de seu conterrâneo Penna Filho "Naturezas Mortas" (1995) e "Victor Meirelles - Quadros da História" (1996). Foi assistente de direção de Cacá Diegues em "Um Trem para as Estrelas" (1988) e de Sylvio Back em "Cruz e Sousa - o Poeta do Desterro" (1999) e também em "O Contestado - Restos Mortais" (2008).
Dirigiu seu primeiro longa-metragem (o segundo da história de Santa Catarina) em 2004, em parceria com o baiano José Frazão . Em 2006, rodou seu primeiro longa solo, "A Antropóloga" , a história de uma antropóloga açoriana que atravessa o Atlântico para descobrir os costumes e os mistérios da cultura ilhéu catarinense. O filme, montado entre 2007 e 2008, foi lançado comercialmente em abril de 2011. 
Tem dois livros publicados: "O Cinema em Santa Catarina", em co-autoria com Norberto Depizzolatti (editora da UFSC, 1987); e "Cinema e História: José Julianelli e Alfredo Baumgarten, pioneiros do cinema catarinense" (Edifurb, Blumenau, 2000), sua dissertação de mestrado. É ainda organizador de "Aníbal Nunes Pires, educação e literatura", biografia de seu pai publicada pela Editora da UFSC, em 2006.

## Filmografia como diretor
- 2017: "Anauê" (documentário)
- 2012: "Salim na intimidade" (documentário) [5]
- 2010: "A Antropóloga" (ficção)
- 2005: "Caminhos do Divino" (documentário)
- 2004: "Procuradas" (co-dir. José Frazão)
- 2002: "Perto do Mar" (curta-metragem)
- 2001: "Ilha" (curta-metragem)
- 2000: "Festa do Divino - Tradição de Fé" (documentário)
- 1997: "Bois em Farra" (documentário)
- 1996: "Ponte Hercílio Luz: Patrimônio da Humanidade" (documentário)
- 1991: "Farra do Boi - O Documentário" (co-dir. Norberto Depizzolatti)
- 1990: "Manhã" (curta-metragem, co-dir. Norberto Depizzolatti)